# Gimnastyka na Letnich Igrzyskach Olimpijskich 1920 – wielobój indywidualny mężczyzn

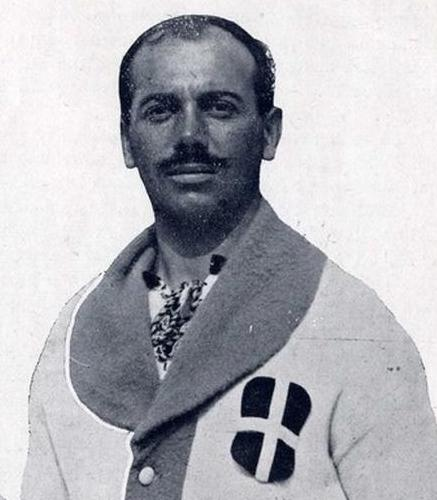
Zdobywca złotego medalu Giorgio Zampori

Wielobój indywidualny mężczyzn był jedną z czterech konkurencji gimnastycznych rozgrywanych podczas VII Letnich Igrzysk Olimpijskich w Antwerpii w 1920 roku. Zawody odbyły się 26 sierpnia 1920 r. na Stadionie Olimpijskim.
Na wielobój składało się pięć konkurencji:
1. ćwiczenia wolne (układ obowiązkowy)
2. drążek (układ obowiązkowy i dowolny)
3. poręcze (układ obowiązkowy i dowolny)
4. kółka (układ obowiązkowy i dowolny)
5. koń z łękami (układ obowiązkowy)

Każde z ćwiczeń oceniano w skali od 0 do 10 punktów. Przyznawano także po dwa punkty każdemu z zawodników, który rozpoczął i zakończył układ. Maksymalna liczba punktów za każde ćwiczenie wynosiła 12 punktów, a za całą konkurencję 96 punkty.
Wystartowało 25 zawodników z 7 krajów. Zwycięzcą wieloboju został Włoch Giorgio Zampori, mistrz olimpijski w wieloboju drużynowym z igrzysk w Sztokholmie w 1912 roku.
Konkurencje gimnastyczne na igrzyskach w Antwerpii były pierwszymi większymi międzynarodowymi zawodami od 1913 roku, kiedy to rozegrano ostatnie mistrzostwa świata przed pierwszą wojną światową. Faworytem do złota był Francuz Marco Torrès, będący mistrzem świata w wieloboju indywidualnym z 1909 i 1913 roku. Jednakże zdobył od jedynie srebro. Mistrzem olimpijskim został Zampori – był to jedyny tytuł mistrzowski w jego karierze w wieloboju indywidualnym.

## Wyniki
| Miejsce | Zawodnik            | Wynik |
| ------- | ------------------- | ----- |
| 1.      | Giorgio Zampori     | 88,35 |
| 2.      | Marco Torrès        | 87,62 |
| 3.      | Jean Gounot         | 87,45 |
| 4.      | Félicien Kempeneers | 86,25 |
| 5.      | Georges Thurnherr   | 86,00 |
| 6.      | Laurent Grech       | 85,65 |
| 7.      | Luigi Maiocco       | 85,38 |
| 8.      | Luigi Costigliolo   | 84,90 |
| 9.      | Julianus Wagemans   | 83,58 |
| 10.     | Frank Kriz          | 83,10 |
| 11.     | François Gibens     | 83,08 |
| 12.     | Michel Porasso      | 81,40 |
| 13.     | Louis-Charles Marty | 81,15 |
| 14.     | Petter Hol          | 80,75 |
| 15.     | François Walker     | 80,55 |
| 16.     | Angelo Zorzi        | 80,51 |
| 17.     | François Verboven   | 80,42 |
| 18.     | Vittorio Lucchetti  | 80,12 |
| 19.     | Charles Lannie      | 78,95 |
| 20.     | Paul Krempel        | 78,00 |
| 21.     | Bjørne Jorgensen    | 76,71 |
| 22.     | Joseph Crovetto     | 74,10 |
| 23.     | John Mais           | 74,10 |
| 24.     | Kabil Mahmud        | 63,30 |
| 25.     | Ahmad Amin Tabuzada | 51,85 |